# Alpaida manicata
Alpaida manicata är en spindelart som beskrevs av Levi 1988. Alpaida manicata ingår i släktet Alpaida och familjen hjulspindlar. Inga underarter finns listade i Catalogue of Life.